# René Ayrault
Pour l’article homonyme, voir Ayrault.
René Ayrault, Seigneur du Rocher, (1503-1561), avocat, Procureur du roi et maire d'Angers pendant la Renaissance.
René Ayrault est le fils de Pierre Ayrault (1475-1524), avocat au Présidial d'Angers en 1500 et lieutenant de la Prévôté en 1520.
René Ayrault fut d'abord avocat avant d'être nommé procureur du roi à l'élection d'Angers en 1540.
Il fut échevin d'Angers en 1541.
Il devint maire d'Angers de 1556 à 1557. Il a laissé son nom à un important aménagement de la ville d'Angers, le creusement d'un chenal pour un nouveau port fluvial sur la Maine. Le port Ayrault fut réalisé sur les plans de l'architecte angevin Jean Delespine (ce port sera comblé entre 1868 et 1869 et sera remplacé par un boulevard qui portera son nom).
Les fonctions d'échevin et de maire d'Angers lui permirent d'être anobli.

## Autres membres illustres
D'autres membres de cette illustre famille furent maires de la cité d'Angers ou hommes de lois :
- Pierre Ayrault, son fils, né en 1536, fit ses humanités à Paris, devint lieutenant criminel au présidial d'Angers en 1568. Il épousa Anne Des-Jardins fille de Jean Des-Jardins, médecin de François Ier. Fidèle au roi Henri III, il exhorta Henri IV à se convertir au catholicisme. Il mourut en 1601.
- Pierre II Ayrault, son petit-fils, lieutenant criminel au présidial d'Angers, mandat de 1615 à 1617.
- Jean Ayrault, son fils, procureur du roi à l'élection d'Angers, mandat de 1578 à 1582

## Sources
1. ↑  (en) « Family tree of Pierre AYRAULT », sur Geneanet (consulté le 16 septembre 2020).
2. ↑  « Informations généalogiques », sur lycos.fr via Wikiwix (consulté le 11 octobre 2023).